# Paikkari torp

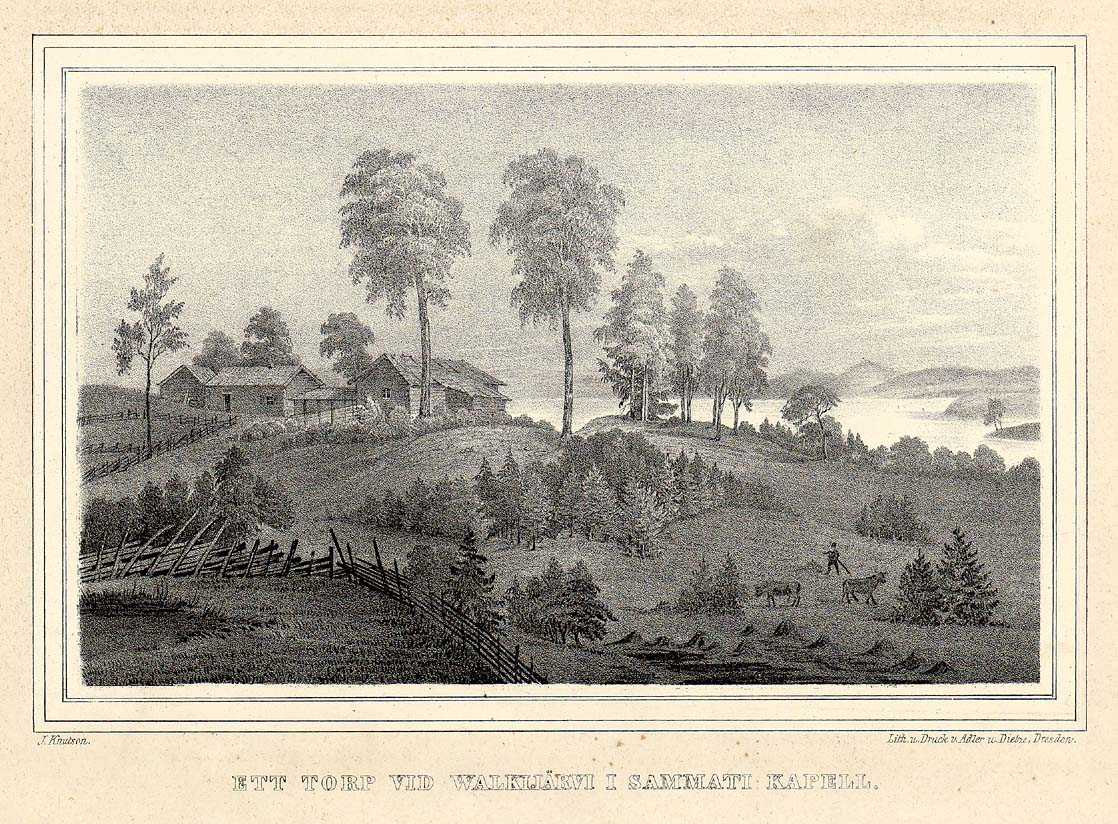
Paikkari torp i Sammatti på 1840-talet

Paikkari torp i Haarjärvi by i Sammatti är den finländske folkdiktssamlaren Elias Lönnrots barndomshem. Paikkari torp byggdes vid stranden av sjön Valkjärvi runt år 1800 av byskräddare Fredrik Johan Lönnrot. År 1889 inlöstes torpet av staten för att bli museum. Paikkari torp är idag ett hembygdsmuseum med föremål med anknytning till Elias Lönnrot.